# 中阳里街道
中阳里街道是中华人民共和国江苏省徐州市丰县下辖的一个街道办事处。
2014年10月16日，江苏省人民政府批复同意撤销凤城镇，以原凤城镇的古丰、毓秀、南苑、紫金、东大、凤北、凤南、滨河、汇丰、向阳南、向阳北、新丰、凤东、凤西、西苑、北苑16个居委会区域设立中阳里街道办事处，街道办事处驻大同路88号。

## 行政区划
中阳里街道下辖以下村级行政区划单位：
毓秀社区、南苑社区、紫金社区、凤北社区、凤南社区、滨河社区、西苑社区、北苑社区、古丰社区、汇丰社区、向阳北社区、向阳南社区、新丰社区、东大社区、凤西社区和凤东社区。